# Stenopsychodes aureoniger
Stenopsychodes aureoniger är en nattsländeart som först beskrevs av Schmid 1969.  Stenopsychodes aureoniger ingår i släktet Stenopsychodes och familjen Stenopsychidae. Inga underarter finns listade i Catalogue of Life.